# Tolhuis van Iersekeroord
Het tolhuis van Iersekeroord was een middeleeuws tolhuis in de Nederlandse provincie Zeeland. Het tolhuis stond op het deel van Zuid-Beveland dat tijdens de stormvloeden van 1530 en 1532 overstroomde en sindsdien bekend staat als het Verdronken Land van Zuid-Beveland.

## Eigenaren en pachters
Het tolhuis was in bezit van de graven van Holland en hun rechtsopvolgers. Zij gaven het tolhuis in pacht uit. Het tolgeld werd dan ook geïnd door de pachters en kwam via de rentmeester Bewesten Schelde in de schatkist van de landsheer terecht.
De pacht werd niet alleen aan personen maar ook aan plaatsen uitgegeven. Zo gaf Maria van Bourgondië in 1479 de pacht aan de stad Middelburg. Bergen op Zoom pachtte in 1499 het tolhuis. Ook plaatsen als Valkenisse, Arnemuiden en Veere hebben het tolhuis gepacht.

## Geschiedenis
De oudste vermelding van het tolhuis dateert uit 1321: de Hollandse graaf Willem III schonk in een oorkonde lijftocht aan Willekijn Wannemet wegens zijn trouwe dienst in het tolhuis.
Het tolhuis stond op de oostelijke oever van het eiland Zuid-Beveland, tegenover de haven van Bergen op Zoom. Aanvankelijk was het een wachttol van het Hollandse tol te Geervliet. In de 15e eeuw werd het tolhuis van Iersekeroord echter zelfstandig en diende het als de hoofdvestiging van het Zeeuwse tolhuizennetwerk dat de scheepvaart op de Oosterschelde - destijds de hoofdroute naar Brabant en Antwerpen - controleerde. Met de vestiging van eigen wachttollen langs de Zeeuwse wateren probeerde de pachter van het tolhuis Iersekeroord de diverse sluiproutes af te dichten. 

### Honte
Vanaf de 15e eeuw ontwikkelde de Honte zich tot een steeds beter alternatief voor de scheepvaart richting Antwerpen, waardoor de inkomsten van het tol te Iersekeroord afnamen. Daarom bepaalde hertog Filips de Goede in 1433 dat het betalen van de Scheldetol niet alleen voor de Oosterschelde gold maar ook voor de route via de Honte. Deze tolheffing leidde tot diverse juridische geschillen met voornamelijk Antwerpen: deze stad was immers van mening dat de tol niet van toepassing was op de Honte en dat de pachter van Iersekeroord dus geen tol mocht heffen op de Honte.
Uiteindelijk zou er pas in 1504 een einde komen aan deze geschillen toen de Grote Raad besliste dat Zeeland en de pachter wel degelijk het recht hadden om op andere routes tol te heffen.

### Scheldekaart
Voor een proces dat in 1468 plaatsvond over de tol van Iersikeroord liet landsheer Karel de Stoute speciaal een kaart vervaardigen van de Zeeuwse vaarroutes. Deze kaart staat bekend als de Scheldekaart. Tot begin 16e eeuw zijn er ten behoeve van de juridische geschillen enkele varianten van de kaart gemaakt, onder andere een (verloren gegane) versie vanwege een geschil tussen Bergen op Zoom en Filips de Schone in de jaren 1496-1504.

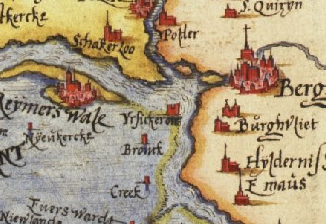
Iersekeroord, op de rand van het Verdronken Land van Zuid-Beveland, tussen Reimerswaal en Bergen op Zoom (1573).

Op de Scheldekaart die rond 1500 is vervaardigd, staat het tolhuis van Iersekeroord duidelijk afgebeeld.

### Einde van het tolhuis
Al vanaf 1450 konden handelaren hun tolgeld voor Iersekeroord ook voldoen in de Antwerpse haven. Dit was voor hen een stuk eenvoudiger, maar mogelijk had het tolhuis ook te lijden gehad van de vele overstromingen en was het gebouw in onbruik geraakt. 
Door de Sint-Felixvloed van 1530 en de Allerheiligenvloed van 1532 raakte een groot deel van Zuid-Beveland overstroomd. In 1532 besloot Karel V om het hoofdkantoor van het Zeeuwse tolnetwerk definitief te verhuizen van het tolhuis Iersekeroord naar de stad Antwerpen. Dit zou ten goede zou komen aan de belangen van de schippers: zij konden de tolgelden voortaan eenvoudig voldoen in Antwerpen. In Zeeland leidde dit tot protesten, omdat ze vreesden de tol op deze manier kwijt te raken aan Brabant.
Officieel werd het tolhuis opgeheven bij de Vrede van Münster, conform artikel 12 van het verdrag. Wanneer het tolhuis daadwerkelijk zijn functie kwijtraakte en is verdwenen, is echter onbekend. Wellicht was het bij de stormvloed van 1530 al verwoest. Een kaart uit 1655 toont alleen nog een nederzetting Iersekeroord.

## Beschrijving
De oudste afbeelding van het tolhuis staat op de Scheldekaart uit circa 1500. Hierop is een rechthoekige toren te zien van twee bouwlagen hoog, afgedekt door een schilddak. Op de hoeken van de toren zijn arkeltorentjes aangebracht. Tegen de toren staat een aanbouw. Het geheel is omgeven door een slotgracht.
Op een gravure uit 1580 staat een vierkante toren afgebeeld, van twee bouwlagen hoog maar zonder dak.
Het is niet duidelijk waar het tolhuis precies heeft gestaan. Er is gesuggereerd dat de fundamenten die in 1969-1970 zijn aangetroffen bij werkzaamheden op de Molenplaat, toebehoren aan het tolhuis. Die fundamenten worden echter doorgaans geïnterpreteerd als de resten van de kerk van het verdronken dorp Assemansbroek.
Aldegonde · Kasteel van Axel · Baarland · Baarsdorp · Barbestein · Biervliet · Bieweg · Blodenburg · Huis der Boede · Brijdorpe · Bruëlis · 't Burchtje · Burggravensteen · Buttinge · Coxijde · Crayenstein · Duinbeek · Duivelsberg · Ellewoutsdijk · Filippenburg · Geersdijk · Gistellis · Gravenhof · Slot Haamstede · Kasteel Hellenburg · Herkestein · Heuvelsweg · Hoge Huis · Ter Hooge · Hoogkamer · Kats · Kind van Trente · Kleverskerke · Kortgene · Kreke · Kruiningen · Laterdale · Lodijke · Maalstede (Hulst) · Maalstede (Kapelle) · Magdalon · Hof Ter Moere · Moermond · Te Mortiere · Muiden · Hof ter Nisse (Nisse) · Hof ter Nisse (Ossenisse) · Oostende · Oostende (Goes) · Oosterstein · Poelvoorde · Poortvliet · Popkensburg · De Pottere · Poucques · Pronkenburg · Ravenstein · Saeftingher Slot · Kasteel van Sint-Maartensdijk · Schengen · Sluis · Smallegange · Stavenisse · Tolhuis van Iersekeroord · Huus ter Tolne · Torenberg · Torenhoeve · Toren van Bourgondië · Troye · Valkenisse · Vinninghen · Vlissingen · Voorhoute · Waarde · Watervliet · Weldamme · Welland · Huis te Werf · Te Werve · Westenschouwen · Westhove · Westkerke · Windenburg · Zandenburg · Zwanenburg